# Kuća Gačina u Makarskoj
Kuća Gačina u gradiću Makarskoj, Lištun 4 i 6, zaštićeno kulturno dobro.

## Opis dobra
Jednokatnica koja se nalazi na makarskoj Rivi. Reprezentativnim pročeljem okrenuta je prema ulici koja teče paraleno s Rivom. Građena je dobro klesanim kamenim kvaderima. Pokrivena je dvovodnim krovom, a na sjevernoj plohi krova istaknuta su tri luminara u osima pročelnih otvora. U dvorištu se nalazi vanjsko stubište. Ističe se nizom kvalitetne arhitektonske dekoracije tipične za baroknu izgradnju 18. stoljeća. Jedna od najznačajnijih stambenih baroknih građevina u Makarskoj, posebice u činjenici da je reprezentativno pročelje okrenuto od mora, što je jedno od rijetkih sačuvanih svjedočanstava urbanističke regulacije gradske obale prije izgradnje Rive.

## Zaštita
Pod oznakom Z-4933 zavedena je kao nepokretno kulturno dobro - pojedinačno, pravna statusa zaštićena kulturnog dobra, klasificirano kao "javne građevine".